# Floris Michael Neusüss
Floris Michael Neusüss (* 3. März 1937 in Remscheid-Lennep; † 1. April 2020 in Kassel) war ein deutscher Fotograf, Fotokünstler und Hochschullehrer.

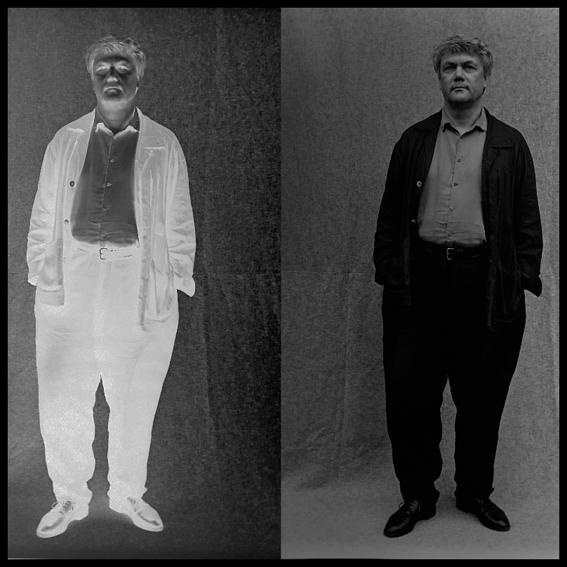
Floris Neusüss Positiv und Negativ

## Ausbildung
Neusüss studierte ab 1953 an der Werkkunstschule Wuppertal bei Ernst Oberhoff Malerei, Grafik, Fotografie. Von 1958 bis 1960 studierte er an der Bayerischen Staatslehranstalt in München und anschließend von 1960 bis 1962 an der Universität der Künste Berlin bei Heinz Hajek-Halke. Er lebte danach als freier Fotograf  in Berlin, Wien und München.  In den 1960er Jahren entstanden die ersten Nudogramme aus der Weiterentwicklung der Körperfotogramme.

## Hochschullehrer in Kassel
Ab 1966 lehrte er als freier Dozent an der Kunsthochschule Kassel. 1972 wurde er zum Professor für Fotografie an die Kunsthochschule Kassel berufen. Er lehrte experimentelle Fotografie. 1972 gründete er an der Kunsthochschule Kassel die Hochschulgalerie Fotoforum Kassel, die sich vertieft mit Konzeptfotografie auseinandersetzt. 2002 wurde Neusüss emeritiert. 2012 ging Neusüss' Vorlass an das documenta Archiv in Kassel. Neusüss war ordentliches Mitglied im Deutschen Künstlerbund.
Neusüss lebte und arbeitete in Kassel.

## Werk
Neusüss galt als einer der Hauptvertreter der experimentellen Fotografie in Deutschland. Er fokussierte die Reflexion über das Medium Fotografie selbst.
Im Zentrum seines Schaffens stand das Fotogramm, dessen Grenzen er immer wieder auslotete und neu definierte und das er zu einer singulären Vielfalt verdichtet hat. Neusüss sah sich nicht als Pionier, sondern in einer langen Tradition einer Technik und eines Mediums, das seiner künstlerischen Ausdrucksform entspricht. Bereits Christian Schad, Man Ray und László Moholy-Nagy haben sich mit Fotogrammen auseinandergesetzt.
In den 1960er Jahren entwickelte Neusüss als kameraloser Fotograf das Nudogramm, eine Weiterentwicklung des Fotogramms, das Schattenrisse von meist weiblichen Fotomodellen auf Fotopapier bannt. Seit 1964 experimentierte er zudem mit chemischer Malerei auf Fotogrammen. Neusüss' Ziel war es, das Fotogramm aus dem Labor, aus dem Studio heraus zu den Objekten zu bringen. So hatte Neusüss als Flaneur nicht die Kamera bei sich, um Motive zu fotografieren, sondern eine Mappe mit Fotopapier, das er unter Hinzunahme von Tageslicht belichtete und so seine Motive erarbeitete wie beispielsweise Pflanzen oder Fenster, wie in der Fotoserie Traumbilder. Das fotografische Medium war bei Neusüss kein Abdrucks-, sondern ein Berührungsbild. Das Objekt hatte seiner Auslegung nach im Original das Bild berührt.
Über einen dokumentarischen Aspekt hinaus machte Neusüss nicht vom Gegenstand, sondern über den Gegenstand ein Bild. Neusüss' Œuvre zeigt mehr als ein Abbild der Wirklichkeit, es zeichnet sich vielmehr durch eine surreale Anmutung aus, die sich von realen Objekten und Motiven ableitete.
Seine Porträtserie VIPs der documenta 5 von 1972 zeigt lebensgroße Fotogramme. Es handelt sich hierbei um Porträtsilhouetten von Besuchern und Künstlern. Er reihte sich in Fotoaktionen dieser Zeit ein wie in seinen Werken Flugtraum von 1976 und Körperauflösungen von 1977. Neusüss' Kamera-Fotografie und konzeptuelle Fotoarbeiten, wie seine Arbeit Schaufenster von 1971 bis 1978, entstanden auf Reisen durch Europa. Er hat im Vorbeigehen flüchtig die Warenwelt eingefangen. Diese Fotogramme sind gekennzeichnet durch eine Reminiszenz an die surrealistische Fotografie der 1920er Jahre.
In den 1980er Jahren experimentierte Neusüss zudem mit farbigen Fotogrammen und Collagen. Insbesondere durch seine Lehrtätigkeit und durch sein Kasseler Forum wirkte er auf mehrere Fotografen-Generationen stilbildend. Zudem veröffentlichte er zahlreiche Lehrbücher und sammelte Fotogramme.
2009 übergab Floris M. Neusüss dem Münchner Stadtmuseum einen Bestand von ca. 700 Fotografien, 2019 einen weiteren Teil seiner Werke dem Künstler:innenarchiv der Stiftung Kunstfonds als Vorlass.

## Museale Rezeption
- Berlinische Galerie, Berlin
- Art Institute of Chicago
- Kunsthalle Hamburg
- Museum of Fine Arts, Houston
- Neue Galerie Kassel, Kassel
- Victoria and Albert Museum
- J. Paul Getty Museum, Los Angeles
- Städtische Galerie im Lenbachhaus
- Museum of Modern Art, New York
- Maison Europique de la Photographie, Paris
- George Eastman House, Rochester/N.Y.

## Schüler und Schülerinnen
- Jutta Winkelmann
- Gisela Getty
- Wolfgang Pietrzok
- Brigitte Maria Mayer
- Tim Otto Roth
- Hermann Stamm
- Natalie Ital

## Ausstellungen
- 2018: Ferner Zeiten Schatten-Fotogramme. Kunst im Bundestag, Berlin[2]
- 2017: Intent and Gesture: Photograms - Color (1966–2007), Einzelausstellung, Von Lintel Gallery, Los Angeles
- 2016: Leibniz' Lager, Einzelausstellung, Zentrum für Kunst und Medientechnologie, Karlsruhe
- 2015: Dreams + Photograms, Einzelausstellung Von Lintel Gallery, Los Angeles
- 2012: Traumbilder – Bilderträumer, Frühe Kamerafotografien und Fotoaktionen von Floris Neusüss, Münchner Stadtmuseum[3]
- 2005: Vor Troja – Antikenfotogramme, Winckelmann-Museum, Stendal
- 1997: Teilnahme an der 45. Jahresausstellung des Deutschen Künstlerbundes in Wismar und Rostock[4]
- 1977: Kunstverein Kassel, Kassel